# Xanxanımlı
Xanxanımlı è un comune dell'Azerbaigian situato nel distretto di Bərdə. Conta una popolazione di 359 abitanti.